# Río Querol
El río Querol (en francés: Carol), también llamado Aravó aguas abajo de la Torre de Querol, es un río de la Cerdaña afluente del río Segre y, por lo tanto, del Ebro.

## Los nombres del río
Es llamado río Querol desde el nacimiento, en el término comunal de Portè, hasta el de la Torre de Querol, después de atravesar los términos de Portè, Porta y Torre de Querol. Después, ya con el nombre de río Aravó, atraviesa los de la Torre de Querol y Enveitg, en la Alta Cerdaña; a continuación, penetra en la Baja Cerdaña, atravesando los términos de Guils de Cerdaña, Puigcerdá, Bolvir para desembocar en el río Segre, al rozar el término municipal de Fontanals de Cerdanya.
Tal como explica Joan Coromines en su Onomasticon Cataloniæ, el nombre de Aravó es uno de los muchos topónimos prerromanos, protoeuropeos, de la zona pirenaica catalana. Proviene de un étimo ara-, común en topónimos como Aragón (el río), que designaba, precisamente, ríos. El Aravó está documentado en textos antiguos como Arabó. El de Querol está explicado en el Diccionario etimológico y complementario de la lengua catalana, del mismo Joan Coromines, como un derivado diminutivo de quer (roca, peñasco), derivado del prerromano cariu, probablemente céltico procedente de la raíz karr- (piedra) y hermano del nombre iberovasco de la piedra arri (antiguamente, karri).

## Curso
Aparece descrito en el segundo volumen del Diccionario geográfico-estadístico-histórico de España y sus posesiones de Ultramar de Pascual Madoz con las siguientes palabras:

ARABO: r. de la prov. de Gerona, part. jud. de Rivas: tiene su nacimiento en el estanque de Larios, sit. en las crestas del Pirineo y Carlit (reino de Francia), en él vierte sus aguas la collada de Larios que ocupa una leg. de circunferencia y cria abundancia de truchas, aunque no tan sabrosas como las del r.: lleva este su curso en direccion de N. á S. no siempre igual, por el valle de Porta y Carol, y entra en España á corta dist., y al S. del molino llamado de la VInyola: pobre en su origen, va sucesivamente aumentando su caudal, con la multitud de arroyos, torrentes, barrancos y manantiales que se desprenden de los elevados cerros de los Pirineos, y depositan en él sus aguas por una y otra márg.: fertiliza los campos y deh. de los pueblos de la Cerdaña francesa, Porté, Porta, Corbasill, Riutés, Tor de Carol y Euveit, sit. á su izq. y los de Irabáls y la Venyola á su der. siguiendo su curso, atraviesa los térm. de Ventajola y Talltorta, y á poca dist. de este último, va á unirse con el Segre, por las inmediaciones del puente llamado de Soler, sit. á 3/4 de hora de Puigcerdá. Cria el Arabó diferentes clases de peces y entre ellos ricas truchas y sustanciosas anguilas. Su prolongacion desde el punto en que brota, hasta su confluencia con el Segre, es de 7 leg. De él toman origen 3 acequias para utilidad de los pueblos de la Cerdaña española: la 1.ª concedida por privilegio del Sr. D. Sancho, rey de Mallorca y conde de Rosellon y Cerdaña, dado en Perpinan en las nonas de setiembre del año de 1318, del cual se hace mencion en la constitucion de Cataluña, promulgada en las cortes de Montsó en el año de 1585, (lib. 4. tit. 4. const. última) toma su orígen por medio de una presa construida en el indicado punto de Corbasil, atraviesa y riega los térm. de la Tour de Carol y Euveitg, y entrando luego en España, sigue por el de Rigolisa, fertiliza sus praderias y termina en un crecido estanque inmediato y sit. en la parte superior ó al NR. de Puigcerdá, en el que se crian grandes truchas, barbos y anguilas; sus aguas sirven para el riego de las muchas huertas que se hallan alrededor de la misma v., y antiguamente daban impulso á unos molinos harineros ya derruidos. La segunda empieza en el mismo punto del citado molino de la Vinyola, entra en España, cruza, fecundiza los térm. de los l. de Seneja, San Martin, Ventajola, Bolvir, Sagá, Ger y All; y finalmente, la tercera que principia en territorio español y mas abajo ó al S. del repetido molino de la Vinyola, y sirve para dar movimiento á 2 fábricas de cardar é hilar lanar, y á 4 molinos harineros sit. en las inmediaciones del puente llamado de San Martin, y para regar las grandes praderias y cultivos de la parte inferior ó al S. de Puigcerdá.
(Madoz, 1845, p. 369)

### Alta Cerdaña

#### Término comunal de Portè

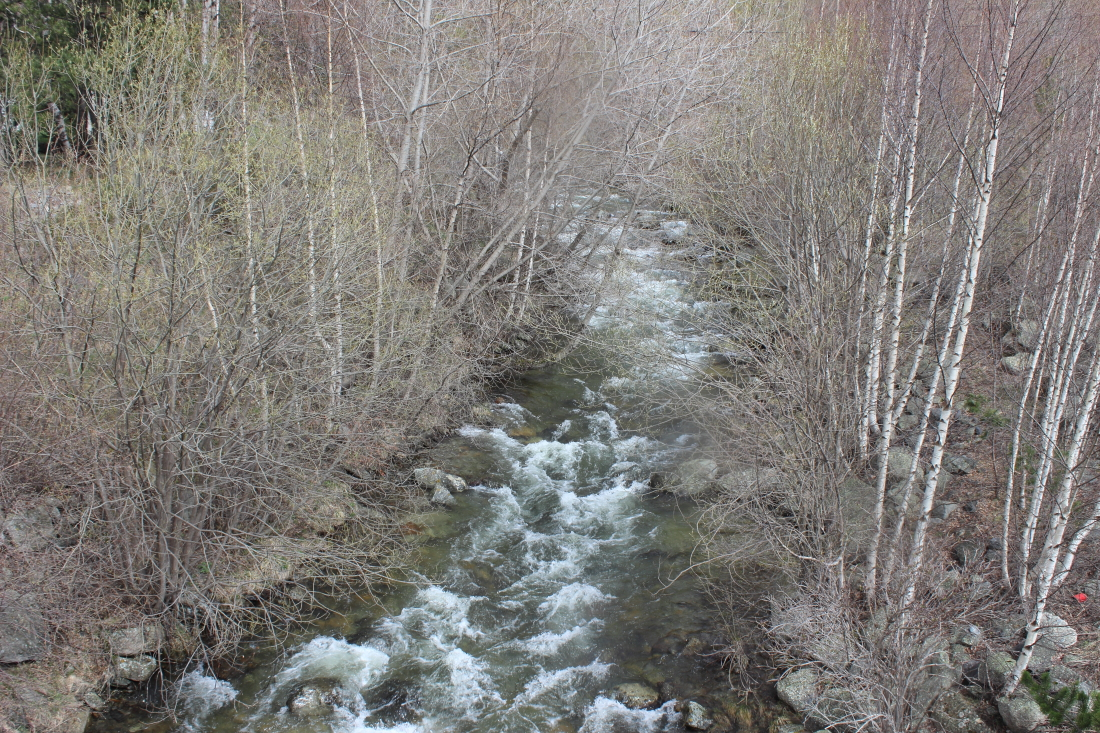
El río Querol visto desde la estación de Portè y Pimorent

Nace en los contrafuertes sur-occidentales del Macizo del Carlit, cerca del límite noroccidental de la Alta Cerdaña. Sus aguas bajan de los embalses de l'Estany de Lanós y del de Fontviva a través de las regueras de Lanós de l'Estany de Fontviva. El punto a partir del cual se lo denomina río Querol es el estanque del Passet, formado por las regueras mencionadas.
El Querol discurre en este tramo de este a oeste, pero a medida que se acerca al pueblo de Portè, se va decantando progresivamente hacia el suroeste. El río pasa por el sur de este pueblo, y, casi a su extremo suroeste, cuando el curso de agua llega a cruzarse con la carretera N - 20, el curso de agua gira casi en ángulo recto hacia el sur y enseguida empieza a hacer de termenal entre Portè y Porta.

#### Límite de los términos comunales de Portè y Porta
A la vez que hace de terminal, discurre paralelo por el lado de poniente de la carretera N-20/E9, atravesando las Gargantas de la Fou hasta que llega a la altura de la boca sur del Túnel de Pimorent, que queda cerca a poniente. En este punto el río entra ya de pleno en el término de Puerta. A partir de este punto un tercer elemento se une a las líneas paralelas del río y la carretera: la línea del ferrocarril de Toulouse a la Tor de Querol.

#### Término comunal de Porta

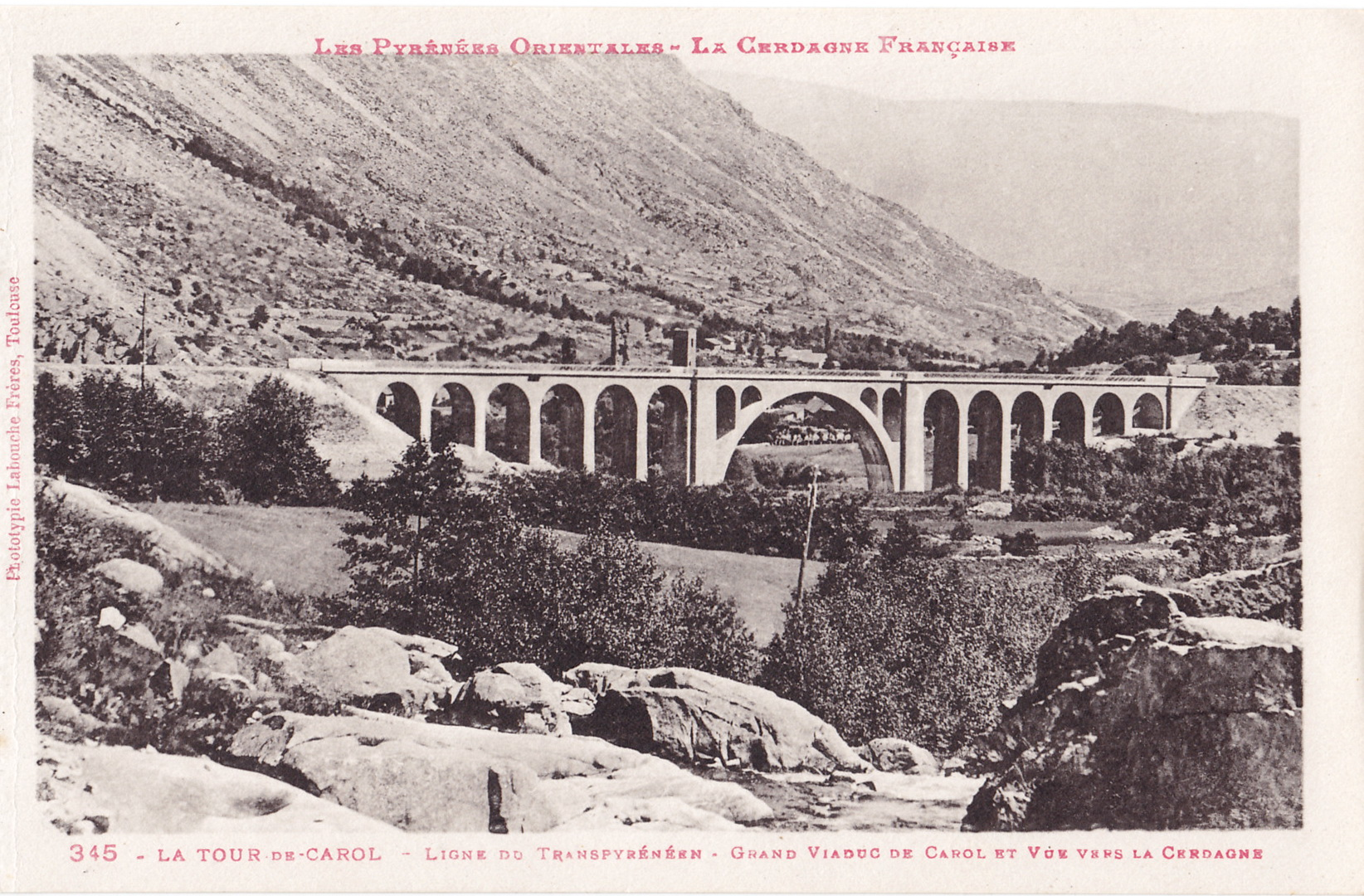
Puente del ferrocarril sobre el río Querol, al sur de la villa de Porta

Siguiendo siempre su curso paralelo a la carretera N - 20 y a la vía férrea, pasa por el lado de poniente del pueblo de Puerta, al sur del cual el valle empieza a girar hacia el sudeste. Unos 900 metros al sur del pueblo se encuentra uno de los puentes espectaculares de las vías férreas al alta Cerdaña. Discurriendo ya en esta dirección, el río deja a la derecha el pueblo de Querol y a continuación a la izquierda el de Cortvassill. Muy poco después el río abandona el término comunal de Puerta y entra en el de la Tor de Querol.

#### Término comunal de la Torre de Querol

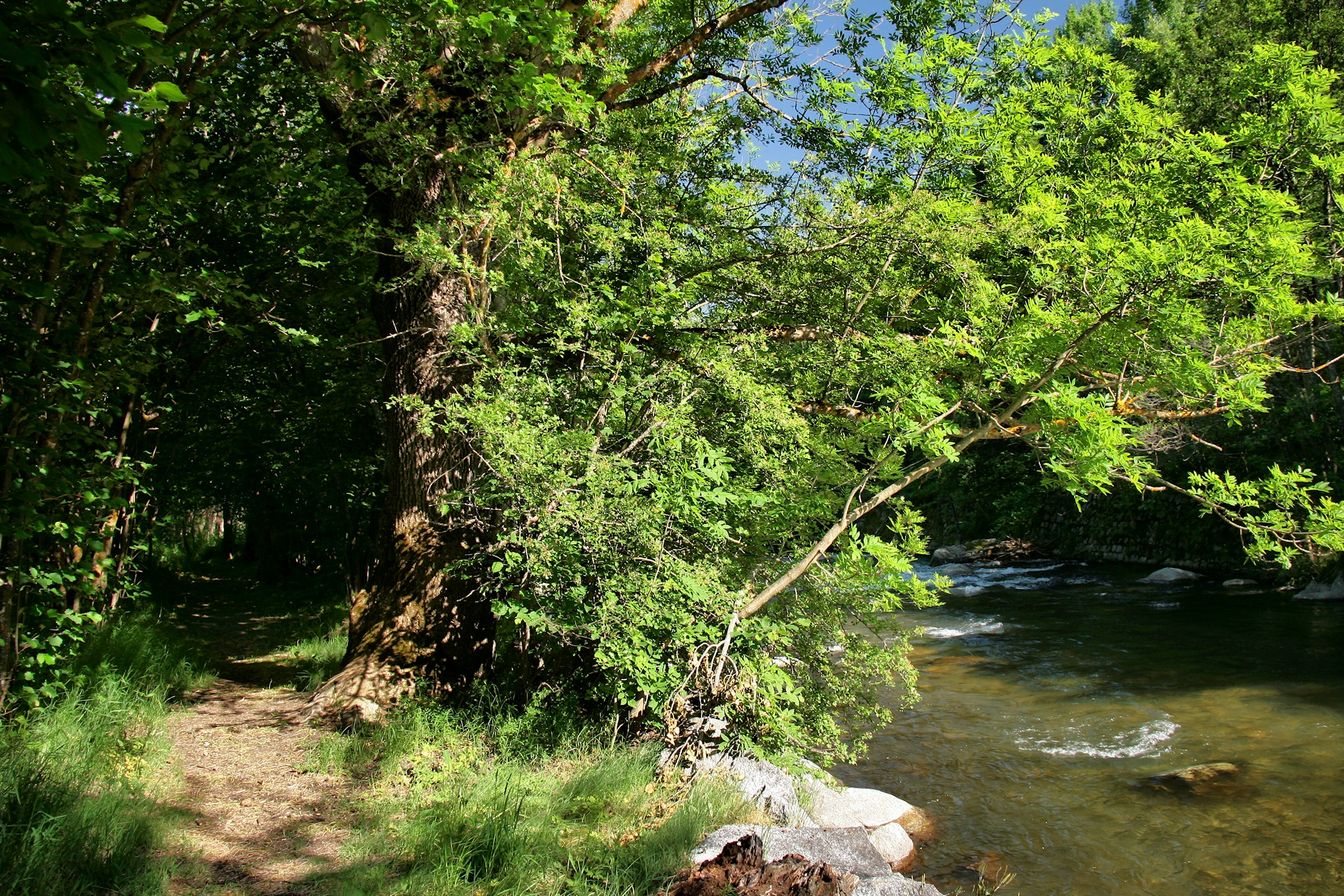
El río Querol, en el término de Porta

El paso del río Querol por el término de la Tor de Querol marca una línea casi recta de noroeste a sudeste, atravesando todo el término de un extremo al otro, y casi siempre de forma paralela a las vías del ferrocarril y a la carretera N - 20.
Ya hacia el extremo sudeste, el río deja a la izquierda el pueblo de la Tor de Querol y a continuación a la derecha el de Iravals; a partir de este lugar el Río de Querol recibe ya el nombre de Aravó. Poco después, justo al límite del término comunal, el río deja a la izquierda la gran Estación de la Tor de Querol, que está situada  a caballo de los términos de la Tor de Querol y de Enveig, con la mayor parte dentro del segundo de estos dos termas.

#### Término comunal de Enveig
El paso por el término de Enveig es breve, todo él al extremo suroeste del término, y es el momento en que el río se separa del trazado del ferrocarril y de la carretera N - 20. En este término, de forma paralela al río, por su izquierda, discurre la carretera D - 34. El río deja a la izquierda el pequeño núcleo de la Vinyola y la estación depuradora de Enveig, y a continuación abandona el alta Cerdaña y entra en la Baja Cerdaña, en el municipio de Guils de Cerdanya.

### Baja Cerdaña

#### Límite de los términos municipales de Guils de Cerdaña y de Puigcerdá
La entrada de la Aravó a la Baja Cerdaña se hace inicialmente marcando el termenal entre Guils de Cerdanya, que queda a la derecha del río (poniendo), y Puigcerdá, que permanece a la izquierda (quitando). Dentro de Puigcerdá se encuentran la Panadería Vieja y la Ribera de Sanea, y dentro del de Guils de Cerdanya, el pueblo de Sanea y después el de Santo Martí de Aravó, con la iglesia de este nombre. A caballo de los dos termas se encuentra el Puente de Santo Martí, o de Aravó, que tiene muy probablemente una base romana. El río continúa haciendo de termenal un buen trozo, hasta el suroeste de la villa de Puigcerdá. Cuando llega al sudeste de la urbanización Puigcerdá Residencial, que es en término de Guils de Cerdanya, se acaba esta función de termenal municipal, y la Aravó entra plenamente en el término de Puigcerdá. En este tramo, a la Panadería Vieja, hay el canal de captación para l'Estany de Puigcerdá.

#### Término municipal de Puigcerdá

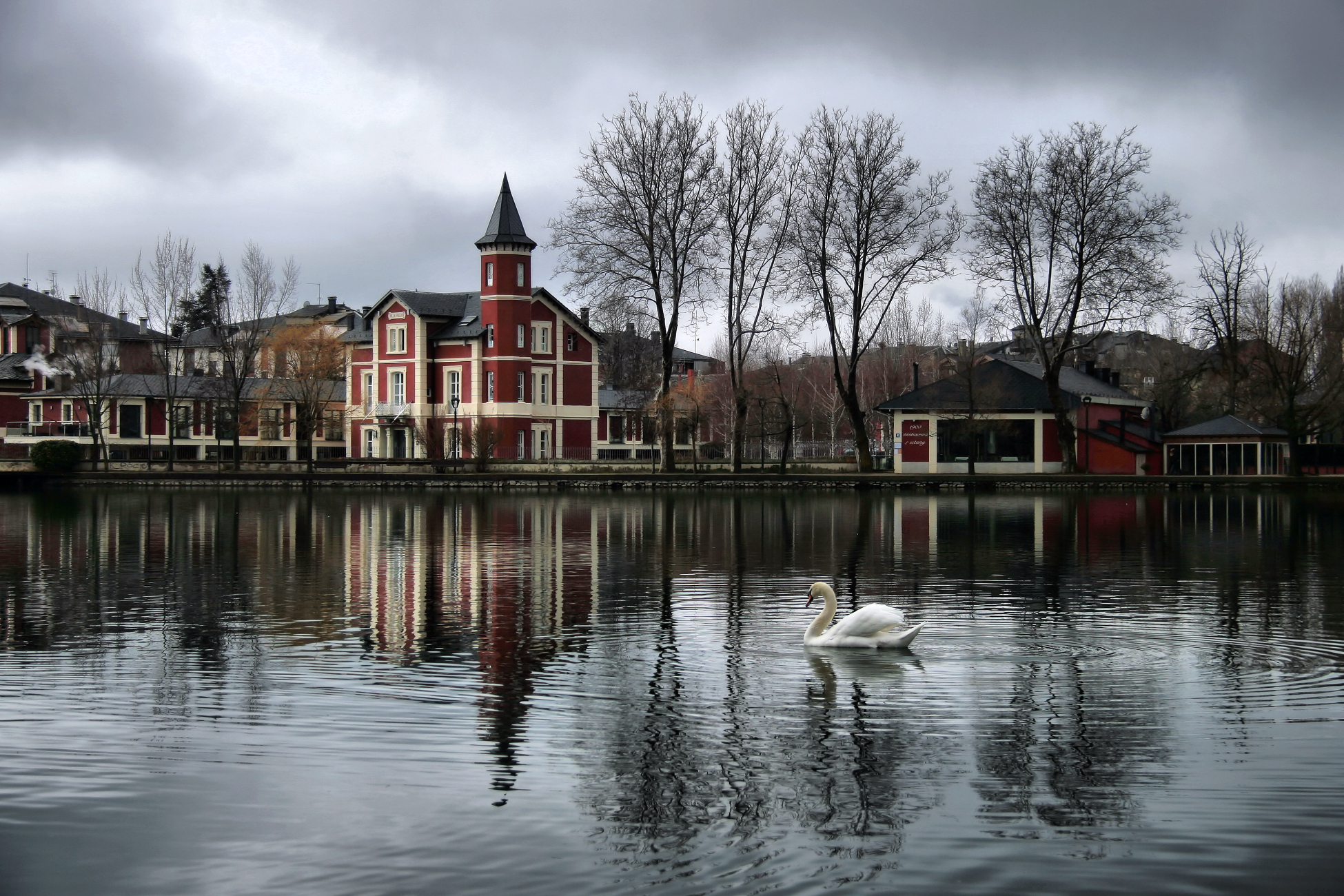
El lago de Puigcerdá

Ya dentro de este término, el Aravó atraviesa la zona de prados existentes al nordeste del pueblo de Ventajola y el río deja a la derecha el pueblo de este nombre. A su altura, el río pasa dessota el Puente de Ventajola. Al cabo de poco deja a la derecha la Verneda de Gay y a la izquierda el Prat de Bessó, y recorre todo el extremo oriental de la zona del Plan de la Mala Muerte y de la Serreta, donde se encuentra una parte del Real Club de Golf de Cerdaña. Aproximadamente en mitad de su paso a ras de los campos de golf, el río deja atrás el término de Puigcerdá y entra en el de Bolvir. En este tramo, el río va dejando progresivamente su orientación norte - sur, y va emprendiendo la nordeste - suroeste.

#### Término municipal de Bolvir
En el término de Bolvir, continúa resiguiendo el club de golf mencionado, que es a caballo de los dos termas mencionados, atraviesa el Puente de Querol, que deja a la derecha el pueblo de Talltorta y a la izquierda el importante Mas Arbó, y continúa girando hacia el sur del pueblo de Talltorta, y al llegar al Plan de Soriguera, justo al límite con el término municipal de Fontanals de Cerdanya, que no llega a tocar, dado que este término es a la izquierda del Segre, el Aravó se aboca en el Segre y acaba su recorrido.